# Тарашкевич, Серафима Павловна
Серафи́ма Па́вловна Тарашке́вич , в девичестве — Тихо́нчик (24 мая 1913 год, деревня Ковалевичи — 2000 год) — звеньевая по выращиванию кок-сагыза колхоза «Маяк социализма» Руденского района Минской области, Белорусская ССР. Герой Социалистического Труда (1951).

## Биография
Родилась в 1913 году в многодетной крестьянской семье Павла Тихончика в деревне Ковалевичи (сегодня — Пуховичский район Минской области). Подростком занималась батрачеством у кулаков. В 1929 году вступила в местный колхоз «Красный путиловец». Работала полеводом, животноводом. Во время оккупации три года вместе с детьми скрывалась в лесу. После Великой Отечественной войны трудилась полеводом, звеньевой по выращиванию кок-сагыза в колхозе «Маяк социализма» Руденского района.
В 1950 году звено Серафимы Тарашкевич собрало в среднем по 91 центнера кок-сагыза с каждого гектара, что стало самым высоким показателем в Белоруссии. Указом Президиума Верховного Совета СССР от 18 мая 1951 года за получение высоких урожаев кок-сагыза удостоена звания Героя Социалистического Труда с вручением ордена Ленина и золотой медали «Серп и Молот».
С 1951 года возглавляла овощеводческое звено совхоза «Руденский». За высокие достижения при выращивании овощей была награждена в 1953 году вторым Орденом Ленина и в 1954 году — третьим Орденом Ленина.
Скончалась в 2000 году.

## Награды
- Орден Ленина (3)